# Ochyra
Ochyra är ett släkte av skalbaggar. Ochyra ingår i familjen långhorningar.
Kladogram enligt Catalogue of Life:
| Ochyra | \| \| Ochyra coarctata \| \| \| \| \| \| Ochyra nana \| \| \| \| \| \| Ochyra variabilis \| \| \| \| |
|        | \| \| Ochyra coarctata \| \| \| \| \| \| Ochyra nana \| \| \| \| \| \| Ochyra variabilis \| \| \| \| |
|        | Ochyra coarctata                                                                                     |
|        | |
|        | Ochyra nana                                                                                          |
|        | |
|        | Ochyra variabilis                                                                                    |
|        | |